# Villeneuviella termitivora
Villeneuviella termitivora är en tvåvingeart som beskrevs av Grunin 1957. Villeneuviella termitivora ingår i släktet Villeneuviella och familjen Rhiniidae. Inga underarter finns listade i Catalogue of Life.